# Muntinlupa
Muntinlupa is een stad op het eiland Luzon in de Filipijnen. Ze vormt samen met 16 andere steden en gemeenten de National Capital Region, die ook wel Metro Manilla wordt genoemd. Bij de volkstelling van 2020 had de stad 543.445 inwoners.

## Geografie

### Bestuurlijke indeling
Muntinlupa is onderverdeeld in de volgende 9 barangays:
- Alabang
- Bayanan
- Buli
- Cupang
- Poblacion
- Putatan
- Sucat
- Tunasan
- New Alabang Village